# Morte Macabre
Morte Macabre is een Zweedse symfonische-rockgroep. Het is een gelegenheidsformatie, geformeerd in 1998 uit leden van de bands Anekdoten en Landberk.
De muziek leunt zwaar op het gebruik van mellotron en is geïnspireerd door de muziek van horrorfilms. Morte Macabre wordt in recensies vergeleken met King Crimson, Pink Floyd en uiteraard de bands waaruit deze formatie is voortgekomen.

## Bezetting
- Nicklas Berg: mellotron, Fender Rhodes, theremin, sampler, gitaar, basgitaar
- Stefan Dimle: basgitaar, mellotron, Moog synthesizer
- Reine Fiske: gitaren, mellotron, viool, Fender Rhodes
- Peter Nordins: drums, percussie, mellotron
- Yessica Lindkvist: vocalen
- Janne Hansson: waves

## Discografie
- Symphonic Holocaust - uitgebracht in oktober 1998, Mellotronen MELLOCD 008